# Liste des sites Ramsar au Paraguay
Cet article recense les zones humides du Paraguay concernées par la convention de Ramsar.

## Statistiques
La convention de Ramsar est entrée en vigueur au Paraguay le 7 octobre 1995.
En janvier 2020, le pays compte 6 sites Ramsar, couvrant une superficie de 7 859,7 km2.

## Liste
| Site                              | Département                               | Notes | Date            | Superficie (km²) | Altitude (m) | Identifiant Ramsar | Identifiant WDPA | Coordonnées                        | Photo |
| --------------------------------- | ----------------------------------------- | ----- | --------------- | ---------------- | ------------ | ------------------ | ---------------- | ---------------------------------- | ----- |
| Lac Ypoá (es)                     | Paraguarí, Ñeembucú, Central              |       | 7 juin 1995     | 1 000,00         | 150          | 728                |                  | 26° 30′ sud, 57° 33′ ouest         |       |
| Río Negro                         | Alto Paraguay                             |       | 7 juin 1995     | 3 700,00         | 86           | 729                |                  | 19° 52′ 01″ sud, 58° 34′ 01″ ouest |       |
| Tifunque                          | Presidente Hayes                          |       | 7 juin 1995     | 2 800,00         | 109 - 136    | 730                |                  | 24° 15′ sud, 59° 30′ ouest         |       |
| Parc national Estero Milagro (es) | San Pedro                                 |       | 7 juin 1995     | 250,00           | 100          | 731                | 145543           | 23° 34′ 01″ sud, 57° 22′ 01″ ouest |       |
| Lagune Chaco Lodge                | Presidente Hayes                          |       | 20 octobre 2003 | 25,00            | 110          | 1330               | 902271           | 22° 16′ 59″ sud, 59° 18′ 00″ ouest |       |
| Lagune Teniente Rojas Silva       | Boquerón, Alto Paraguay, Presidente Hayes |       | 14 juillet 2004 | 84,70            | 100          | 1390               | 902372           | 22° 37′ 59″ sud, 59° 03′ 00″ ouest |       |